# 스킨케어 (영화)
《스킨케어》(영어: Skincare)은 2024년 공개된 미국, 이탈리아의 스릴러 영화이다.

## 출연

### 주연
- 엘리자베스 뱅크스 - 호프 골드먼 역

### 조연
- 루이스 풀먼 - 조던 역
- MJ 로드리게즈 - 마린 역
- 루이스 헤라르도 멘데스 - 앤젤 역
- 나단 필리언 - 브렛 라이트 역